# 888
El 888 (DCCCLXXXVIII) fou un any de traspàs començat en dilluns del calendari julià.

## Esdeveniments
Països catalans
- Es consagra el primer temple dedicat a Santa Maria a Ripoll.

Món
- Arnulf de Caríntia dona l'abadia de Lobbes bisbe de Lieja, Francó de Tongeren